# Francis Osborne (5. książę Leeds)
Francis Godolphin Osborne, 5. książę Leeds (ur. 29 stycznia 1751 w Londynie, zm. 31 stycznia 1799 tamże) – brytyjski arystokrata i polityk.

## Życiorys
Był jedynym synem Thomasa Osborne’a, 4. księcia Leeds, i lady Mary Godolphin, córki 2. hrabiego Godolphin. Od urodzenia nosił tytuł grzecznościowy „markiza Carmarthen”. Wykształcenie odebrał w Westminster School oraz w Christ Church na Uniwersytecie Oksfordzkim.
Lord Carmarthen był deputowanym do Izby Gmin z okręgów Eye (1774) i Helston (1774–1775). W 1776 r. dzięki procedurze writ of acceleration otrzymał należący do ojca tytuł barona Osborne i zasiadł w Izbie Lordów. W latach 1777–1780 był Lordem Szambelanem Dworu Królowej. Należał do grona przeciwników premiera lorda Northa, który w 1780 r. pozbawił Carmarthena uzyskanego dwa lata wcześniej stanowiska lorda namiestnika East Riding of Yorkshire. Markiz odzyskał jednak to stanowisko już w 1782 r.
Na początku 1783 r. Carmarthen odrzucił nominację na stanowisko ambasadora w Paryżu. W grudniu tego roku został ministrem spraw zagranicznych w rządzie Williama Pitta Młodszego. Po śmierci ojca w 1789 r. odziedziczył tytuł 5. księcia Leeds. W latach 1789–1790 był przewodniczącym Izby Lordów. W 1790 r. otrzymał Order Podwiązki. W 1791 r. zrezygnował ze stanowiska ministra i wycofał się z czynnego życia publicznego. Zmarł w 1799 r.
W 1884 r. Oscar Browning opublikował jego Political Memoranda. British Museum jest w posiadaniu 8 tomów jego korespondencji.

## Rodzina
29 listopada 1773 r. w Londynie poślubił Amelię Darcy, 12. baronową Darcy de Knayth (12 października 1754 – 27 stycznia 1784), córkę Roberta Darcy’ego, 4. hrabiego Holderness, i Mary Doublet, córki Francisa Doubleta. Małżeństwo to zakończyło się rozwodem w maju 1779 r. Francis i Amelia mieli razem dwóch synów i córkę:
- George William Fredrick Osborne (21 lipca 1775 – 10 lipca 1838), 6. książę Leeds
- Mary Henrietta Juliana Osborne (7 września 1776 – 21 października 1762), żona Thomasa Pelhama, 2. hrabiego Chichester, miała dzieci
- Francis Godolphin Osborne (18 października 1777 – 15 lutego 1850), 1. baron Godolphin

11 października 1788 r. poślubił Catherine Anguish (21 stycznia 1764 – 8 października 1837), córkę Thomasa Anguisha. Francis i Catherine mieli razem syna i córkę:
- Sidney Godolphin Osborne (16 grudnia 1789 – 15 kwietnia 1861)
- Catherine Anne Sarah Osborne (13 marca 1798 – 23 grudnia 1878), żona Johna Melville’a, miała dzieci